# 타인은 지옥이다
《타인은 지옥이다》는 2019년 8월 31일부터 2019년 10월 6일까지 OCN에서 방영된 드라마로, 동명의 웹툰을 원작으로 하는 스릴러 물이다.
2021년 현재도 넷플릭스 등 OTT 서비스를 통해 여전히 인기가 있는 연작물이나, 살인을 암시 혹은 묘사하는 장면들로 인해 18세 이상 관람 가능하다.

## 등장 인물

### 주요 인물
- 임시완 : 윤종우 역 - 에덴고시원 303호에 거주하고 있는 주민이자, 작가지망생. 공연홍보대행사 인턴.
- 이동욱 : 서문조 역 - 에덴고시원 304호. 탐미주의 살인마. 에덴고시원 인근에서 치과를 운영하고 있는 치과전문의

### 윤종우의 주변인물
- 차래형 : 신재호 역 - 종우의 대학교 선배. 전형적인 강자 앞에 약하고 약자 앞에 강한 척 하는 인간. 공연홍보대행사 대표.
- 김한종 : 박병민 역 - 공연홍보대행사 실장. 열등감에 사로잡혀 있는 인물
- 오혜원 : 손유정 역 - 디자이너. 똑 부러지며 할 말은 하는 성격의 공연홍보대행사 디자이너.
- 박지한 : 고상만 역 - 공연홍보대행사 과장.

### 에덴 고시원
- 이정은 : 엄복순 역 - 에덴 고시원의 주인장.
- 이현욱 : 유기혁 역 - 302호에 거주하고 있는 주민. 고시원을 낯설어하는 윤종우에게 먼저 다가오는 옆방 남자
- 박종환 : 변득수/변득종 (1인2역) 역 - 307호. 변득종의 쌍둥이 형/ 306호에 거주하고 있는 주민. 심하게 더듬는 말 기괴한 웃음소리로 주위 사람의 신경을 거슬리게 함.
- 이중옥 : 홍남복 역 - 313호에 거주하고 있는 주민. 늘어난 러닝셔츠에 추리닝 차림으로 외모에서부터 불쾌한 인상을 풍기는 남자.
- 현봉식 : 안희중 역 - 310호에 거주하고 있는 주민. 종우가 에덴고시원에 처음 입주했을 때 만난 주민.

### 그 외 인물
- 안은진 : 소정화 역 - 공대출신의 지구대 순경.
- 최찬호 : 조현호 역 - 소정화와 함께 지구대에 근무하는 순경.
- 윤성원 : 지구대장 역
- 김지은 : 민지은 역 - 방송사 홍보팀 직원. 종우의 대학 후배로 4년 째 열애 중.
- 송욱경 : 차성렬 역 - 수년 간 조폭들과 연루되어 있던 안희중을 추격하고 있던 형사.
- 이석 : 조유철 역 - 조그만 일간지의 문화부 소속 기자.
- 하선행 : 소재헌 역 - 소정화의 아버지. 과거 형사 시절을 바탕으로 딸인 소정화에게 유일하게 멘토가 되어주는 인물.
- 송유현 : 한고은 역 - 민지은의 직장 상사.
- 손영순 : 소정화의 할머니 역
- 이봉규 : 득수·득종의 삼촌 역
- 남정희
- 박승태
- 노상보
- 노종현 : 강석윤 역 - 안희중이 거주했던 에덴 고시원 310호에 새로 이사온 인물.
- 박강섭 : 창현 역
- 이하음
- 박천국

## 시청률
최저 시청률과 최고 시청률은 시청률 조사회사와 지역별로 시청률에 차이가 있을 수 있습니다.
| 2019년 | 2019년   | 2019년          | 2019년         | 2019년       |
| 회차   | 방송일자 | 부제            | AGB 시청률     | AGB 시청률   |
| 회차   | 방송일자 | 부제            | 대한민국(전국) | 서울(수도권) |
| ------ | -------- | --------------- | -------------- | ------------ |
| 1화    | 8월 31일 | 타인은 지옥이다 | 3.763%         | 4.645%       |
| 2화    | 9월 1일  | 인간 본능       | 3.538%         | 4.168%       |
| 3화    | 9월 7일  | 은밀한 속삭임   | 3.191%         | 4.158%       |
| 4화    | 9월 8일  | 정신 착란       | 3.082%         | 3.501%       |
| 5화    | 9월 21일 | 말테의 수기     | 2.2%           | 2.436%       |
| 6화    | 9월 22일 | 로스트          | 3.400%         | 3.790%       |
| 7화    | 9월 28일 | 지하실의 공포   | 1.964%         | 2.410%       |
| 8화    | 9월 29일 | 옥죄는 목소리들 | 2.651%         | 2.801%       |
| 9화    | 10월 5일 | 인지 부조화     | 2.355%         | 2.603%       |
| 10화   | 10월 6일 | 가스라이팅      | 3.908%         | 4.509%       |

## 참고 사항
- 이 화면은 레터박스로 구성되었다.

## 같이 보기
- 대한민국의 텔레비전 드라마 목록 (ㅌ)
- 2019년 대한민국의 텔레비전 드라마 목록